# OpenBSD
OpenBSD is een vrij, Unix-achtig multiplatform-besturingssysteem, gebaseerd op 4.4BSD. De nadruk ligt op portabiliteit, standaardisatie, correctheid, proactieve beveiliging en geïntegreerde cryptografie. Het wordt uitgebracht onder de BSD-licentie.
OpenBSD is gratis verkrijgbaar via FTP-sites. Vanaf versie 2.1 (1997) tot en met 6.0 (2016) was OpenBSD beschikbaar in de vorm van een set van drie cd-roms. Voor versie 6.1 werd er één cd-set gemaakt; deze werd geveild en bracht 5100 Canadese dollar op.
OpenBSD wordt ontwikkeld door vrijwilligers. Het project financiert de ontwikkeling met de verkoop van cd's en met donaties. Organisaties en individuen doneren geld of hardware en zorgen er zo voor dat OpenBSD kan blijven bestaan.

## Bijzonderheden
OpenBSD is oorspronkelijk gebaseerd op NetBSD en richt zich met name op veiligheid. Hiervoor worden de volgende twee dingen gedaan:
- de OpenBSD-broncode wordt steeds gecontroleerd op eventuele veiligheidslekken (het OpenBSD-team heeft veel ervaring met dit zogenaamde "auditen")
- er worden beveiligingscomponenten geprogrammeerd, hierbij valt te denken aan OpenSSH. Na verloop van tijd zijn veel van deze componenten ook opgenomen in de andere BSD's en andere Unices.

Een ander verschil is dat OpenBSD, in tegenstelling tot NetBSD en FreeBSD, niet meer de packetfilter van Darren Reed IP Filter gebruikt, maar hun eigen packetfilter, pf.
Dit laatste is geporteerd naar zowel FreeBSD als NetBSD.
OpenBSD staat bekend als het veiligste besturingssysteem na OpenVMS. Het motto van OpenBSD luidt dan ook: "Only two remote holes in the default install, in a heck of a long time!" ("Slechts twee lekken in de standaardinstallatie in een flink lange tijd!"). Op 20 februari 2007 werd het tweede lek ontdekt maar pas op 5 maart kwam men erachter dat de fout gebruikt kon worden voor het uitvoeren van kwaadaardige code. Amper twee dagen later werd al een patch voor het probleem gepubliceerd.
Het bekendste OpenBSD-project is OpenSSH. OpenSSH wordt op bijna alle platformen gebruikt en staat bekend om zijn veiligheid.
Andere projecten onder de OpenBSD-paraplu zijn LibreSSL, OpenBGPD, OpenOSPFD, OpenNTPD, OpenCVS, OpenSMTPD en tmux.

## Ontwikkeling
Het OpenBSD-project werd gestart en wordt geleid door Theo de Raadt. Theo de Raadt staat niet alleen bekend om zijn intelligentie en scherpzinnigheid, maar ook om zijn eigenzinnigheid. Niet iedereen blijkt met hem te kunnen samenwerken, en sommigen vinden hem soms bot in zijn uitingen. Door dit laatste ontstond er een breuk tussen Theo en het NetBSD-team (december 1994) waardoor OpenBSD ontstond.
Elke zes maanden komt er een nieuwe release uit van OpenBSD. Het versienummer wordt telkens met 0.1 opgehoogd. Sinds versie 3.0 komt er bij elke uitgave een release song uit, beschikbaar als mp3 en als ogg. In de tekst van de release-song zit telkens een boodschap die inspeelt op de actualiteit. Bijvoorbeeld bij de release-song van OpenBSD 3.9 gaat de tekst over hardwareleveranciers die geen documentatie leveren en de broncode van stuurprogramma's niet willen vrijgeven. Het OpenBSD-team noemt dergelijke stuurprogramma's blobs, en weigert deze op te nemen omdat zij een gevaar zijn voor de integriteit en stabiliteit van het systeem.
Sinds eind 2014 wordt ook USB 3.0 ondersteund.
Sinds versie 5.9 is er ondersteuning om op te starten met UEFI.

## Platformen
OpenBSD is beschikbaar voor de volgende platformen:
- alpha (DEC Alpha-gebaseerde systemen)
- amd64 (AMD64-gebaseerde systemen)
- arm64 (ARMv8 met ARM64)
- armv7 (vervangt beagle. Voor ARM-gebaseerde apparaten, zoals BeagleBone, BeagleBoard, PandaBoard ES.)
- hppa (HP Precision Architecture (PA-RISC) systemen)
- i386 (standaard-pc's en clones gebaseerd op de Intel i386-architectuur en compatibele processors)
- landisk (Hitachi SH-4-processor gebaseerde netwerk systemen)
- loongson (general-purpose, 2E en 2F MIPS architecture-compatible processors)
- luna88k (Omron LUNA-88K and LUNA-88K2 werkstations)
- macppc (Apple New World PowerPC-gebaseerde machines, vanaf de iMac)
- octeon (Cavium Octeon-gebaseerde MIPS64 systemen)
- powerpc64 (IBM POWER-gebaseerde PowerNV-systemen)
- riscv64 (64-bit RISC-V-systemen)
- sparc64 (Sun UltraSPARC-systemen)

Een aantal platformen werd in het verleden ondersteund, maar dit is om verscheidene redenen stopgezet. Deze platformen zijn:
- amiga (Amiga- en DraCo-systemen met MMU)
- arc (ARC-compatibele MIPS R4k en R5k systemen)
- armish (ARM-gebaseerde toestellen (van Thecus, IO-DATA, en anderen))
- aviion (Motorola M881x0-gebaseerde Data General AViiON systemen)
- cats (StrongARM 110 Evaluation Board)
- hp300 (HP 9000 series 300 en 400 werkstations)
- hppa64 (Hewlett-Packard Precision Architecture (PA-RISC) 64-bit systemen)
- mac68k (Motorola 680x0-gebaseerde Apple Macintosh systemen met MMU)
- mvme68k (Motorola 680x0-gebaseerde VME-systemen)
- mvme88k (Motorola 881x0-gebaseerde VME-systemen)
- palm (op Palm/PXA gebaseerde PDA's)
- pegasos (Pegasos machines door Genesi Sarl. PowerPC-gebaseerd, VIA chip moederborden.)
- pmax (Digital MIPS-gebaseerde systemen)
- sgi (SGI MIPS-gebaseerde werkstations)
- socppc (Freescale PowerPC SoC-gebaseerde machines)
- solbourne (Solbourne "IDT" Sparc-achtige S3000-, S4000- en S4000DX-systemen).
- sparc (Sun sun4-, sun4c- en sun4m-klasse SPARC systemen)
- sun3 (Sun sun3-klasse systemen)
- vax (DEC VAX-gebaseerde systemen)
- zaurus (Sharp Zaurus C3x00 pda's)